# Johannsen Rum
Johannsen Rum (A.H.Johannsen) er et traditionelt producerende romhus i Flensborg. 

## Historie
Rombryggeriet blev etableret i 1878 af A.H.Johannsen. Bryggeriets første produktionssted lå i gården bag Storegade 2, hvor Union Banken ligger i dag. Romhuset var dengang et af byens mindste romhuse. I 1914 flyttede firmaet i et købmandshus i Mariegade. Bygningen med det markante tårn i baggården fik efterhånden navnet Marieborg.
Romhuset er nu én af to sidste lokale romproducenter i byen, efter at flere af byens romproducenter måtte give op eller blev opkøbt af større tyske virksomheder. Udviklingen ramte også byens store romhuse som Pott og Hansen. Sidstnævnte stoppede sin produktion i Flensborg i 1998. Som yngste romhus startede samme år Vinhuset Braasch i Rødegade med romproduktionen, hvormed Braasch og Johannsen er nu byens sidste to romhuse. I rommens blomstringstid i 1900-tallet fandtes der i Flensburg flere end 200 romhuse. Endnu i 1965 var der 27 romfirmaer i byen.
Indenfor de sidste år er produktpaletten af Johannsen Rum udvidet med en del nye produkter som vaniljerom, romkrukke, lakrids-vodka (Swattes Swien≈Sort Svin), anis-snaps (Geele Teepunschköm) og akvavit (Aquavit No. 6). Johannsen Rum producerer også rommen for den årligt tilbagevendende Romregatta. Produkterne sælges blandt andet i en lille butik ud mod Mariegaden (Johannsens Høkeri). Johannsen Rum er stadig en familievirksomhed. 

## Ekstern henvisning
- Wikimedia Commons har flere filer relateret til Johannsen Rum
- Hjemmeside

54°47′22.91″N 9°25′51.32″Ø / 54.7896972°N 9.4309222°Ø